# كليفورد هايز (سياسي)
كليفورد هايز (بالإنجليزية: Clifford Hayes)‏ هو مونتير وسياسي أسترالي، ولد في 13 أغسطس 1951 في ملبورن في أستراليا. نشط حزبياً في Sustainable Australia Party ‏. وقد انتخب عضو المجلس التشريعي الفيكتوري عن دائرة Southern Metropolitan Region ‏ (24 نوفمبر 2018 – ).

## وصلات خارجية
- كليفورد هايز على موقع IMDb (الإنجليزية)
- كليفورد هايز على موقع قاعدة بيانات الفيلم (الإنجليزية)